# 服部岩吉
服部 岩吉（はっとり いわきち、1885年11月20日 - 1965年11月24日）は、大正・昭和期の政治家。初名は清太郎。なお、「岩吉」は服部家の世襲の名乗りで、本項の岩吉は2代目にあたる。

## 生涯
滋賀県栗太郡金勝村（現在の栗東市）の酒造業の家に生まれる。膳所中学校卒業後は家業に従事していたが、28歳の時に金勝村の依頼で同村の助役となり、その後村会議員を経て金勝村村長に就任して5期務める。更に県会議員を2期務めた後に1932年の第18回衆議院議員総選挙滋賀県全県区に立憲政友会から立候補して当選、1942年の第21回総選挙には立候補しなかったものの、次の第22回総選挙では日本自由党から当選を果たし、通算4期務めた。1947年、滋賀県知事が公選となると、服部は厚生政務次官であったが衆議院議員を辞任して立候補して当選を果たした。
同年10月23日、昭和天皇が北陸方面に行幸する途上、お召し列車の車内で県勢などを奏上する機会を得た。
当選後の服部は要職に側近を登用したことで非難を受けたが、その一方で“ガン吉”と呼ばれるほどの一徹ぶりと優れた政治力によって支持を受けた。特に農林省が滋賀県に対して過大な食糧供出を迫っていると主張して独自の統計調査を実施して正確なデータを提示して農林省に方針修正を認めさせた「服部調査」は良く知られている。また、滋賀県立農業短期大学の創立にも尽くした。
だが、服部が3期目を目指していた1954年の県知事選挙において、政権与党であった自由党の分裂によってかつての同僚であった森幸太郎元農林大臣が日本民主党の支援を受けて立候補、選挙戦の結果、森が当選して服部の3選は阻まれた。その後1960年の第29回総選挙に無所属で出馬するが落選。1965年、大津市の自宅で死去した。